# Chariteo
Benedetto Gareth o Benet Garret, conocido como el Chariteo (Barcelona, hacia 1450-Nápoles, 1514), fue un poeta, orador, literato y músico italiano nacido en España, de origen catalán. Se casó con Petronilla Vignoles, conocida como Nisaea.

## Biografía
Procedente de una familia noble, originaria de Tortosa, nació en Barcelona en 1450 y se trasladó a Nápoles muy joven, probablemente entre 1466 y 1468, para intentar entrar en la corte de Fernando I. El sucesor de la corona fue Alfonso II, durante su vida como heredero de la Corona participó en la vida cultural de la corte de su padre, destacando como gran mecenas y fue coronado rey de Nápoles el 25 de enero de 1494 a la muerte de su padre. Su reinado fue muy breve y vino marcado por el enfrentamiento con Francia.
Chariteo, se sintió atraído por el ambiente cultural gestado por el heredero Alfonso y en la ciudad italiana tomó contacto con poetas refinados como Sannazaro y Pontano y los académicos de Pontaniani que le dieron el sobrenombre de Chariteo, que significa ‘hijo de las Gracias’, por sus numerosos talentos como los de orador, hombre culto de letras y músico.
Consiguió entrar en la corte donde ocupó en 1482 los puestos de «escriba real» y «miembro de la familia del rey». En 1486, cuando el secretario real del rey Fernando I, Antonello Petrucci, se vio implicado en la conspiración de los barones, encarcelado y finalmente decapitado, fue nombrado custodio del Gran Sello Real (sello que se utiliza para simbolizar la aprobación del Soberano a los documentos importantes del Estado) y en 1495 sustituyó a Pontano en el cargo de secretario de Estado.
Durante la invasión de Italia por las tropas francesas de Carlos VIII, Alfonso II abdicó en su hijo Fernando, Nápoles fue asediada en febrero de 1495 y este se vio obligado a huir; el Chariteo lo siguió junto con toda la corte a Procida, Ischia, Sicilia en Calabria, allí organizó una alianza contra el monarca francés y Fernando II volvió a Nápoles con la ayuda de las tropas españolas, aprovechando la salida del rey Carlos debido al apoyo del papa Alejandro VI y la unión, casi general contra Francia para, hacer su entrada triunfal en la ciudad en julio de ese año. Alfonso II murió seis meses después de la abdicación.
En 1501, cuando el ataque de Luis XII derribó la dinastía aragonesa , abandonó de nuevo la ciudad de Nápoles y se trasladó a Roma , donde encontró la protección de Agostino Chigi y entró en el círculo literario de Angelo Colocci.
En 1503, cuando los franceses fueron expulsados de Nápoles y Fernando el Católico fue nombrado rey, pudo regresar a Nápoles donde llevó a cabo las numerosas tareas que le encomendó Consalvo di Cordova, que era gobernador del rey.

## Obras
- Libro de sonetos y canto de Chariteo titulado Endymione a la Luna.[4]
- La Pascua
- Las Metamorfosis

## Endymión a la Luna (fragmento)
Los Amores son gemelos: uno, casto y piadoso;

el otro furioso en loco deseo:

esto se muestra en la tierra en rostro humano,

que vuela por los cielos junto al dios.

¿Cuál de los dos encendería mi pecho,

ella sabe quién tiene mi corazón en su mano:

quemado de cerca y quemado de lejos,

con esperanza igual a gran deseo.

Con deseo violento e inoportuno,

anhelo a lo sideral, bendito país,

Serví sin buscar recompensa alguna.

Celestial fue la llama que me alumbró:

por aquellos, que mueven la luna en el cielo,

una forma angelical tomó mi corazón.

(Soneto II, Endymion, p. 8).

## Publicaciones
El impresor napolitano Sigismondo Mayr, en 1509, publicó la edición de Tutti le opere volgari di Chariteo; con una edición de Endimione titulada: Primo libro di sonnetti e canzone titulado Endimione, que contiene 247 composiciones, o sea, todas las de la edición de 1506.
A finales del siglo XVIII y comienzos del XIX, en 1892, se publicó el cancionero de Erasmo Pèrcopo, a quien también se debe el primer estudio sobre la poesía de Chariteo, en el humanismo napolitano. Desde entonces su obra, ha sido objeto de estudios, que han profundizado sus vínculos con la poesía provenzal (Debenedetti), con el mundo clásico (La Penna, Consolo) y con Petrarca (Tateo, Guardiani).